# Маргарита Тачева
Маргарита Светославова Тачева е българска археоложка, автор на над 150 научни издания, монографии и статии. Член на Научния съвет на Института по тракология. Номинирана от Оксфордския биографичен център през 1993 г.

## Биография
Маргарита Тачева е родена на 4 юни 1936 г. в гр. Шумен. През 1962 г. завършва СУ „Климент Охридски“, специалност „История и археология“. През 1969 г. защитава дисертация на тема „Имигрантите от Мала Азия, Сирия и Египет и тяхната роля в икономическия и културния живот на Долна Мизия и Тракия“. От 1970 г. е главен асистент в СУ „Климент Охридски“, а от 1979 г. – доцент по Стара история в Историческия факултет на СУ „Климент Охридски“. През 1981 г. защитава докторска дисертация (доктор на историческите науки) на тема: „История на Източните култове в Долна Мизия и Тракия 5 в. пр. Хр. – 4 в. сл. Хр.“. От 1986 г. професор по стара история. Декан в Благоевградския университет. В периода от 1990 до 2001 г. е ръководител на Института по стара история, Палеобалканистика и Тракология към СУ „Климент Охридски“. В периода 1992 – 1995 г. е президент на Фондация „Древна Тракия“.